# France Pouzoulet
France Pouzoulet, née le 6 février 1976, est une taekwondoïste française.
Elle remporte la médaille de bronze dans la catégorie des moins de 47 kg aux Championnats du monde de taekwondo 1999.